# RGD-33

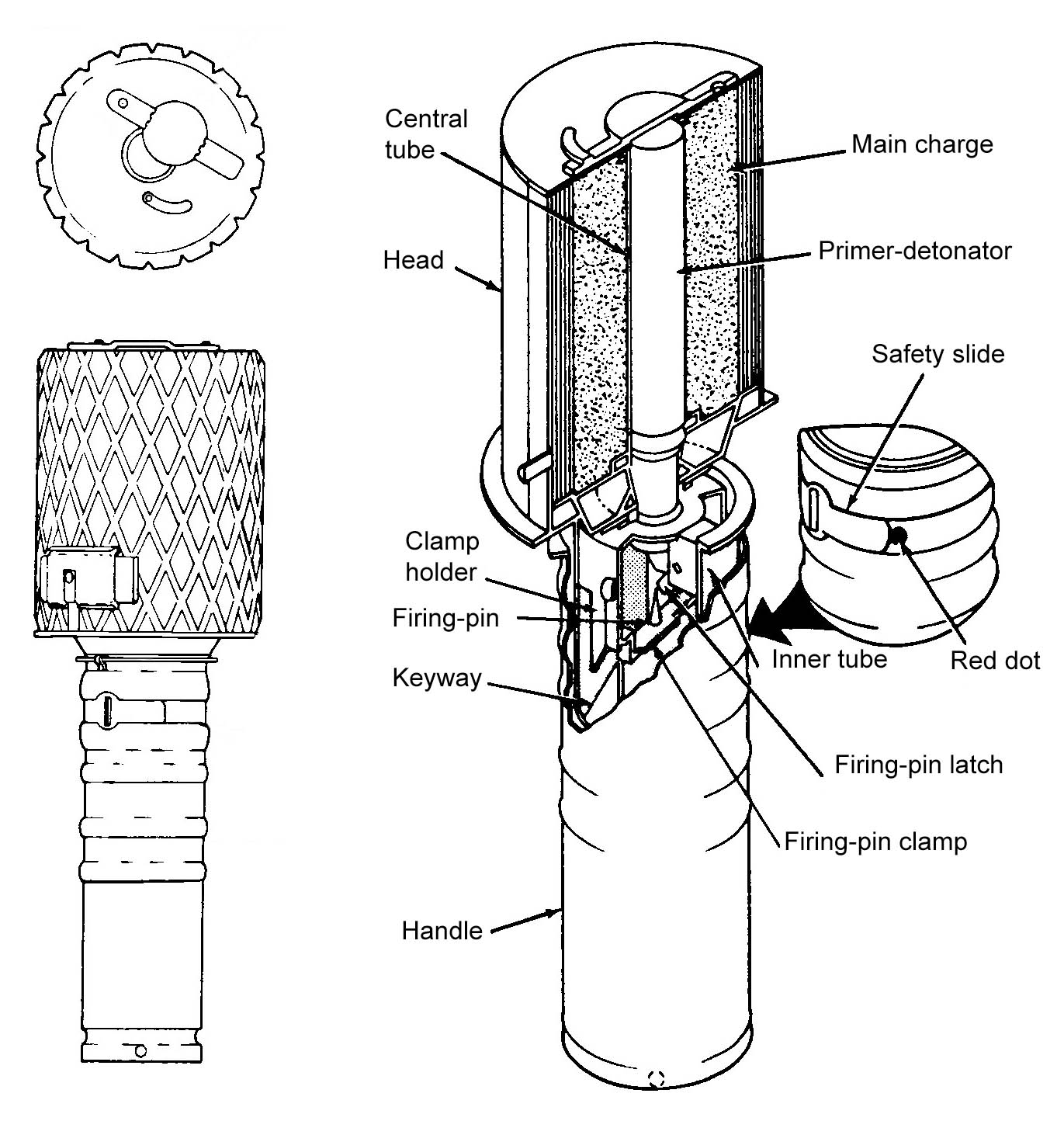

RGD-33 byl sovětský ruční granát, používaný v době druhé světové války. Byl vyvinut v roce 1933 z modelu 1914.
Hmotnost granátu činila 771 gramů, z toho hmotnost náplně 80 gramů TNT. Jeho celková délka byla 191 mm a průměr 52 mm. Granát byl házen na vzdálenost 35–40 metrů, doba výbuchu od vhozu činila 3,5–4 sekundy.
Granát byl poměrně složitý na výrobu i používání, proto byl po vypuknutí války nahrazen novými modernějšími typy.